# Магарамкент
Магарамкент (лезгин. Мегьарамдхуьр) — село, адміністративний центр Магарамкентського району Дагестану. Адміністративний центр сільського поселення Сільрада Магарамкентська.

## Назва
Магарамкент отримав свою назву від першопоселенця, такого собі Магарама, вихідця з Кубинської провінції, який жив тут у курені.

## Географія
Магарамкент знаходиться на півдні Дагестану, за 180 км від Махачкали. На південь від села проходить державний кордон Російської Федерації з Азербайджанською Республікою.

## Історія
Село утворено на початку XIX століття. Учасником Кубинського повстання був Махмуд-ефенді Магарамкентський, що стояв на чолі кюринського загону повстанців. У той період Магарамкент займав серединне положення між Кюринським ханством і Кубинською провінцією, не належачи до них. З 1866 по 1928 Магарамкент входив в Кюринський округ у складі Гюнейского наїбства.